# الحافه السفلى (السياني)

تعديل مصدري - تعديل

الحافه السفلى محلة تابعة لقرية رديع، التابعة لعزلة هدفان بمديرية السياني إحدى مديريات محافظة إب في الجمهورية اليمنية، بلغ تعداد سكانها 304 حسب تعداد اليمن لعام 2004.